# Беррешид
Беррешид (араб. برشيد, бербер. ⴱⴰⵔⵛⵉⴷ) — місто в регіоні Касабланка — Сеттат у Марокко . За переписом населення 2014 року в місті мешкає 136 634 осіб. Лежить в історико-географічному регіоні Шавія.
Близькість міста до найбільшого міста країни, Касабланки, та столиці, Рабату, робить його одним з найбільших індустріальних центрів Марокко.